# Festival Internacional de Jovent d'Aberdeen
El Festival Internacional de Jovent d'Aberdeen és un festival artístic per a joves de gran rellevància en el conjunt d'Escòcia.
Cada any el Festival atrau més de 1000 joves d'arreu del món, que actuen a la ciutat i tenen l'oportunitat de conèixer-se i de posar-se en contacte amb artistes i professionals.
El festival consta d'actuacions a porta tancada però també d'espectacles a l'aire lliure o simplement gratuïts i d'una cercavila. Tots plegats sumen una setantena llarga d'esdeveniments que atrau més de 30.000 espectadors.